# Ogcodes schembrii
Ogcodes schembrii är en tvåvingeart som beskrevs av Chvala 1980. Ogcodes schembrii ingår i släktet Ogcodes och familjen kulflugor.
Artens utbredningsområde är Malta. Inga underarter finns listade i Catalogue of Life.